# ستون‌های هرکول

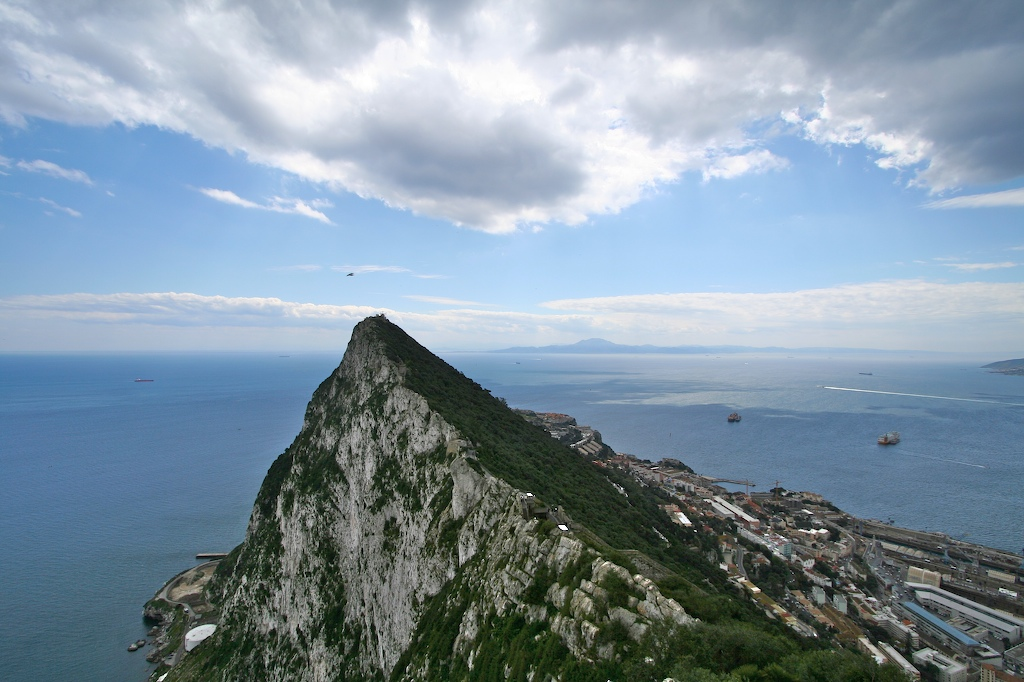
صخره جبل طارق که ستون شمالی و در قاره اروپا قرار گرفته‌است (سواحل شمالی آفریقا در پس‌زمینه قابل مشاهده هستند)

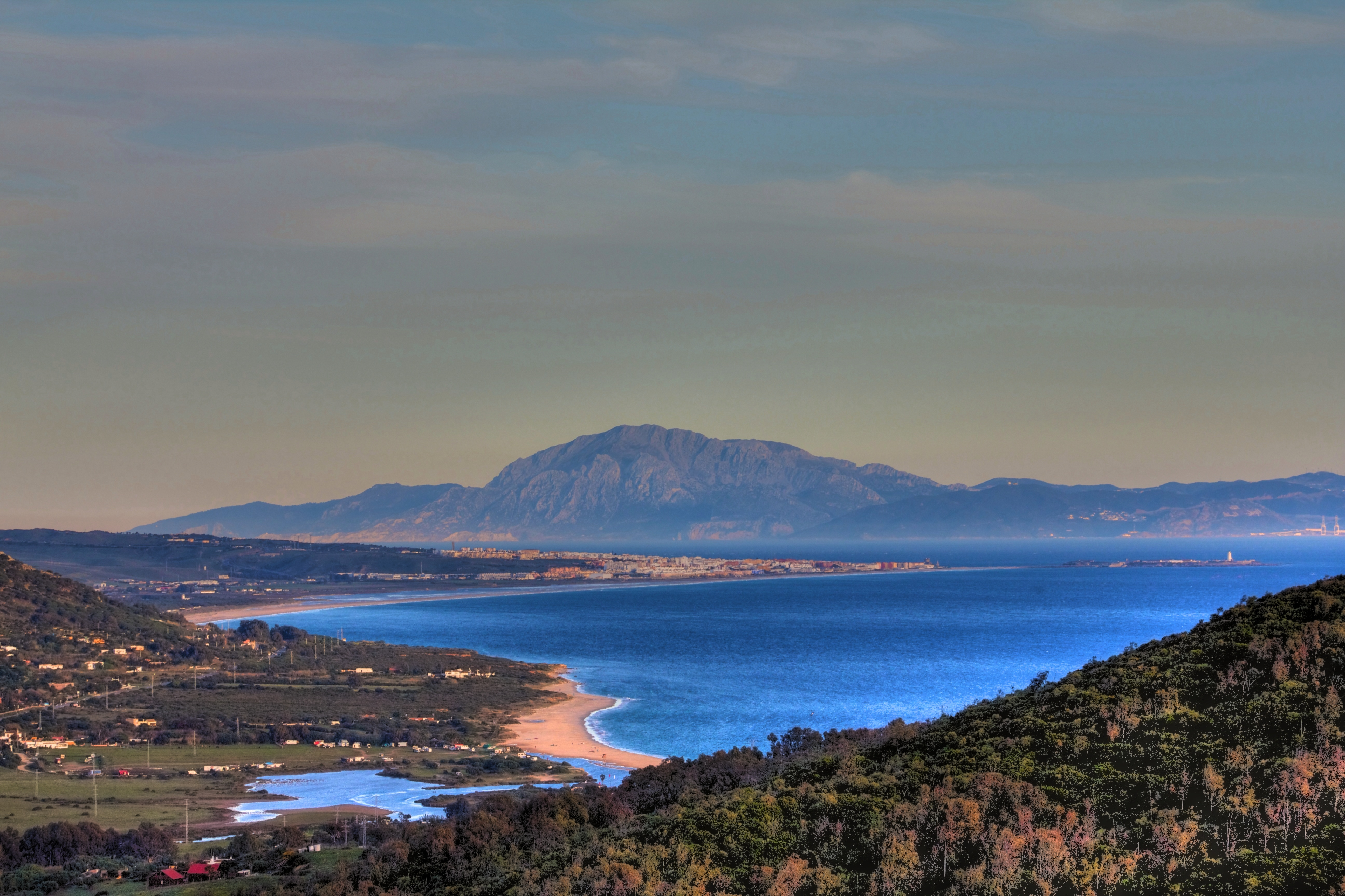
کوه جبل موسی که ستون جنوبی از ستون‌های هرکول محسوب می‌شود

ستون‌های هرکول (به یونانی: Ἡράκλειοι Στῆλαι) اصطلاحی مربوط به دوران باستان است که به ارتفاعاتی که در دو سمت شمال و جنوب تنگه جبل‌طارق وجود دارند، گفته می‌شود. ستون شمالی، صخره جبل‌طارق است که در حال حاضر، بخشی از منطقه جبل‌طارق و از سرزمین‌های تحت قیمومیت بریتانیا محسوب می‌شود. بعلت عدم وجود منطقه مرتفع مشخصی در سمت جنوبی، یعنی در شمال آفریقا، هویت ستون جنوبی، موضوعی بحث‌برانگیز در طول تاریخ بوده‌است و دو نقطه ای که بیشتر از سایر نقاط مورد توافق قرار دارند، کوه آچو در شهر سبته و جبل موسی در مراکش هستند.

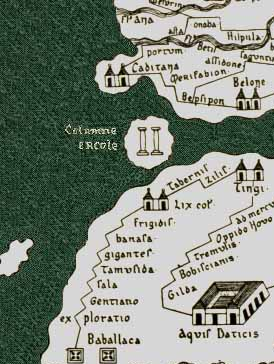
بخشی بازسازی شده از یکی از نقشه‌های قدیمی رومیان که ستون‌های هرکول در آن به چشم می‌خورد

## وجه تسمیه
بر اساس اساطیر یونانی، هرکول مجبور به گذراندن خوان‌های دوازده‌گانه شد و یکی از آن‌ها (خوان دهم) بدست آوردن گاوهای گروئون در باختر دور و آوردن آن‌ها نزد ائوروستئوس بود. استرابون، مورخ و جغرافی دانان یونانی، نقل قولی از یک متن گم‌شده از پیندار دارد که قدیمی‌ترین سندی است که به این موضوع اشاره می‌کند: «ستون‌هایی که پیندار از آن‌ها به نام دروازه‌های گادس یاد می‌کند و ادعا می‌کند که دورترین نقاطی هستند که هرکول قدم به آنجا گذاشته‌است.» از زمان هرودت، رابطه تنگاتنگی میان هرکول و ملکارت (از خدایان نگهبان فنیقی‌ها) وجود داشته‌است. به همین دلیل، افراد زیادی اعتقاد دارند که ستون‌های ملکارت در معبدی در نزدیکی گادس (کادیس کنونی)، در واقع ستون‌های واقعی هرکول هستند.
به گفته افلاطون، سرزمین گم‌شده آتلانتیس، در آن سوی ستون‌های هرکول قرار داشتند که در آن زمان منطقه ای ناشناخته محسوب می‌شد. بر اساس عقاید رایج در دوران رنسانس، بر روی این ستون‌ها، اخطارهایی با مضمون «نان پلوس الترا» یا «از این پس چیزی وجود ندارد»، وجود داشت و دریانوردان را از عبور از این نقطه برحذر می‌داشت.
بر اساس برخی منابع رومی، هرکول برای رسیدن به باغ هسپریدس می‌بایست از کوهی که زمانی اطلس (از خدایان یونانی) بود، عبور می‌کرد. هرکول بجای اینکه از آن کوه عظیم عبور کند، با قدرت خارق‌العاده خود، راهش را از میان کوه باز کرد و با این کار، تنگه جبل طارق را به وجود آورد و اقیانوس اطلس و دریای مدیترانه را به هم متصل نمود. یک سمت کوهِ شکافته شده، جبل طارق و سمت دیگر آن، کوه آچو یا جبل موسی است. از آن زمان، این دو کوه به عنوان ستون‌های هرکول شناخته شده‌اند. هرچند برخی عوارض طبیعی دیگر، به این نام منسوب شده‌اند. دیودور سیسیلی معتقد است که هرکول در واقع کوهی را نشکافته، بلکه تنگه‌ای را که از قبل وجود داشته برای جلوگیری از ورود هیولاها از اقیانوس اطلس به دریای مدیترانه، باریک‌تر کرده‌است.

ستون‌های هرکول در نشان ملی اسپانیا

## استفاده از ستون‌ها بعنوان نشانه
از ستون‌های هرکول در نشان ملی اسپانیا استفاده شده‌است. این نشان برگرفته از نشان معروف کارل پنجم، امپراتور مقدس روم است که در دوران بعد از کشف قاره آمریکا، پادشاه اسپانیا بود. در این نشان، عبارت «آن سوی ماوراء» به چشم می‌خورد که در واقع اخطار باستانی ذکر شده در بالا را نادیده گرفته و خواستار خطر کردن و سفر به ماوراء می‌باشد و در واقع نشانه‌ای است از تمایلی که برای دروازه انگاشتن ستون‌ها برای ورود به آن سوی دنیا وجود دارد. همچنین این نشان، نمایانگر سرزمین‌های تحت سیطره اسپانیا بوده‌است.
بر اساس یکی از نظریه‌های رایج در مورد علامت دلار، دلار آمریکا از دلار اسپانیا مشتق شده‌است و دو خط عمودی بر روی علامت دلار در واقع ستون‌های هرکول هستند.

## ارتباط ستون‌ها با فنیقیان
پس از آنکه تجار فنیقی از ستون‌های هرکول عبور کرده و آغاز به ساخت پایگاه‌هایی مانند لیکسوز در شمال و سپس چلا و موگادور در ساحل اقیانوس اطلس کردند، در آن سوی گادس، کولونی‌های مهمی (در مراکش کنونی) توسط آن‌ها بنا نهاده شد.
استرابون غربی‌ترین معبد هرکول صور را (خدای نگهبان صور که یونانی‌ها او را با ملکارت فنیقی‌ها و پونیک‌های کارتاژی مرتبط می‌دانند) در ساحل شرقی جزیره گادس، توصیف نموده و عنوان می‌کند که دو ستون برنزی داخل معبد که هر کدام هشت ارش ارتفاع داشتند، به نظر بسیاری از افرادی که به معبد رفته‌اند و در آنجا برای هرکول قربانی کرده‌اند، ستون‌های واقعی هرکول هستند. اما از آنجاییکه در هیچ‌کدام از نوشته‌های روی ستون‌ها، نامی از هرکول برده نشده و صرفاً هزینه‌های ساخت آن‌ها توسط فنیقی‌ها قید گردیده، استرابون این ادعا را رد کرده‌است. ستون‌های معبد ملکارت در صور هم از لحاظ مذهبی دارای جایگاه بالایی بودند.

## ستون‌ها در جغرافیای سریانی
محققین سریانی پس از ترجمه آثار علمی یونانی‌ها به زبان خود و همچنین عربی، از وجود ستون‌ها آگاه شدند. موضوع نامعمولی که در دانش‌نامه سریانی‌ها (بنام علت العلل) وجود دارد، اشاره به سه ستون بجای دو ستون است.

## ستون‌ها در کمدی الهی دانته
در کتاب کمدی الهی (دوزخ)، دانته به اودیسئوس و حلقه مشاورین حیله‌گر و سفر دریایی وی به آن سوی ستون‌های هرکول اشاره می‌کند. اودیسئوس به خطر انداختن جان ملوانان خود را با هدف کشف ناشناخته‌ها توجیه می‌کند. پس از پنج ماه دریانوردی در اقیانوس، اودیسئوس موفق به مشاهده کوه برزخ می‌شود اما در برخورد با یک گردباد، کشتی آن‌ها و همه خدمه آن غرق می‌شوند.

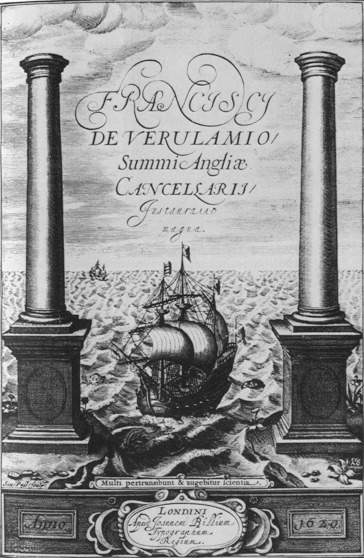
جلد کتاب احیای بزرگ نوشته فرانسیس بیکن

## ستون‌ها در آثار فرانسیس بیکن
بر روی جلد کتاب ارغنون جدید اثر فرانسیس بیکن که در ابتدا به عنوان بخشی از اثر بزرگتر وی، احیای بزرگ (Instauratio Magna)، به چاپ رسید، ستون‌های هرکول به چشم می‌خورد. در حاشیه زیرین کتاب، عبارت «عده زیادی عبور خواهند کرد و علم گسترش خواهد یافت»، دیده می‌شود.

## ستون‌ها در معماری
در ساحل یکی از شهرهای جنوبی اسپانیا به نام لوس باریوس، برج‌هایی با الهام از ستون‌های هرکول ساخته شده‌اند که بلندترین برج‌های موجود در بخش خودمختار اندلس در جنوب اسپانیا بشمار می‌روند.